# Love Swings
| Recensione | Giudizio |
| ---------- | -------- |
| AllMusic   |          |

Love Swings è un album del cantante statunitense Bobby Darin, pubblicato dalla Atco Records nel luglio del 1961.

## Tracce

### LP
(1961, Atco Records, 33-134/SD 33-134)
Lato A (C11809)
1. Long Ago and Far Away – 1:46 (testo: Ira Gershwin – musica: Jerome Kern) – Registrato il 21 marzo 1961 a Los Angeles
2. I Didn't Know What Time It Was – 2:15 (testo: Lorenz Hart – musica: Richard Rodgers) – Registrato il 22 marzo 1961 a Los Angeles
3. How About You – 2:00 (testo: Ralph Freed – musica: Burton Lane) – Registrato il 21 marzo 1961 a Los Angeles
4. The More I See You – 1:41 (testo: Mack Gordon – musica: Harry Warren) – Registrato il 21 marzo 1961 a Los Angeles
5. It Had to Be You – 2:10 (testo: Gus Kahn – musica: Isham Jones) – Registrato il 22 marzo 1961 a Los Angeles
6. No Greater Love – 3:21 (testo: Marty Symes – musica: Isham Jones) – Registrato il 23 marzo 1961 a Los Angeles

Durata totale: 13:13
Lato B (C11810)
1. In Love in Vain – 3:04 (testo: Leo Robin – musica: Jerome Kern) – Registrato il 23 marzo 1961 a Los Angeles
2. Just Friends – 2:11 (testo: Sam M. Lewis – musica: John Klenner) – Registrato il 21 marzo 1961 a Los Angeles
3. Something to Remember You By – 2:59 (Howard Dietz, Arthur Schwartz) – Registrato il 23 marzo 1961 a Los Angeles
4. Skylark – 2:40 (testo: Johnny Mercer – musica: Hoagy Carmichael) – Registrato il 22 marzo 1961 a Los Angeles
5. Spring Is Here – 2:44 (testo: Lorenz Hart – musica: Richard Rodgers) – Registrato il 23 marzo 1961 a Los Angeles
6. I Guess I'll Have to Change My Plan – 2:10 (testo: Howard Dietz – musica: Arthur Schwartz) – Registrato il 22 marzo 1961 a Los Angeles

Durata totale: 15:48

## Musicisti
- Bobby Darin – voce
- Torrie Zito – arrangiamenti, direttore d'orchestra
- Don Fagerquist – tromba (A1, A2, A3, A4, A5, B2, B4 e B6)
- Al Porcino – tromba (A2, A5, B4 e B6)
- Uan Rasey – tromba (A1, A2, A3, A4, A5, B2, B4 e B6)
- Clarence "Shorty" Sherock – tromba (A1, A3, A4 e B2)
- Joe Triscari – tromba (A1, A2, A3, A4, A5, B2, B4 e B6)
- James Decker – corno francese (A6, B1, B3 e B5)
- Arthur Franz – corno francese (A6, B1, B3 e B5)
- Bill Hinshaw – corno francese (A6, B1, B3 e B5)
- Milt Bernhart – trombone (A1, A2, A3, A4, A5, B2, B4 e B6)
- Joe Howard – trombone (A1, A2, A3, A4, A5, B2, B4 e B6)
- Lloyd Ulyate – trombone (A1, A2, A3, A4, A5, B2, B4 e B6)
- Kenny Shroyer – trombone (A2, A5, B4 e B6)
- George Roberts – trombone basso (A1, A3, A4 e B2)
- Gene Cipriano – sassofono (A1, A2, A3, A4, A5, B2, B4 e B6)
- Chuck Gentry – sassofono (A1, A2, A3, A4, A5, B2, B4 e B6)
- Justin Gordon – sassofono (A1, A2, A3, A4, A5, B2, B4 e B6)
- Ted Nash – sassofono (A1, A2, A3, A4, A5, B2, B4 e B6)
- Mahlon Clark – sassofono (A6, B1, B3 e B5)
- Justin Gordon – sassofono (A6, B1, B3 e B5)
- Jules Jacob – sassofono (A6, B1, B3 e B5)
- Harry Klee – sassofono (A6, B1, B3 e B5)
- Willie Schwartz – sassofono (A6, B1, B3 e B5)
- Israel Baker – violino (A1, A3, A4, A6, B1, B2, B3 e B5)
- Harry Bluestone – violino (in tutti i brani)
- Jack Gasselin – violino (in tutti i brani)
- Dan Lube – violino (in tutti i brani)
- Erno Neufeld – violino (A1, A2, A3, A4, A5, B2, B4 e B6)
- Lou Raderman – violino (A1, A2, A3, A4, A5, B2, B4 e B6)
- Eudice Shapiro – violino (A1, A2, A3, A4, A5, B2, B4 e B6)
- Paul Shure – violino (A1, A3, A4 e B2)
- Victor Arno – violino (A2, A5, A6, B1, B3, B4, B5 e B6)
- Al Beller – violino (A2, A5, B4 e B6)
- Dave Frisina – violino (A6, B1, B3 e B5)
- Murray Kellner – violino (A6, B1, B3 e B5)
- Nat Ross – violino (A6, B1, B3 e B5)
- Marshall Sosson – violino (A6, B1, B3 e B5)
- Jerry Vinci – violino (A6, B1, B3 e B5)
- Alvin Dinken  – viola (A1, A2, A3, A4, A5, B2, B4 e B6)
- Paul Robyn – viola (A1, A2, A3, A4, A5, B2, B4 e B6)
- Ed Lustgarten – violoncello (A1, A2, A3, A4, A5, B2, B4 e B6)
- George Neikrug – violoncello (A1, A3, A4, A6, B1, B2, B3 e B5)
- Eleanor Slatkin – violoncello (A2, A5, B4 e B6)
- Harold Schneier – violoncello (A6, B1, B3 e B5)
- Verlye Brilhart – arpa (in tutti i brani)
- Richard Behrke – pianoforte (in tutti i brani)
- Al Hendrickson – chitarra (in tutti i brani)
- Joe Mondragon – contrabbasso (A1, A2, A3, A4, A5, B2, B4 e B6)
- Keith Mitchell – contrabbasso (A6, B1, B3 e B5)
- Larry Bunker – batteria (A1, A2, A3, A4, A5, B2, B4 e B6)
- Ronnie Zito – batteria (in tutti i brani)
- Frank Flynn – batteria (A6, B1, B3 e B5)[1]

### Produzione
- Ahmet Ertegun – produzione, supervisione
- Registrazioni effettuate il 21, 22 e 23 marzo 1961 a Los Angeles, California[1]
- Eddie Brackett – ingegnere delle registrazioni
- Loring Eutemy – design copertina album originale
- Curt Gunther/Topix – foto copertina album originale[4]

## Classifica
Album
| Anno | Classifica | Posizione raggiunta |
| ---- | ---------- | ------------------- |
| 1961 | TOP LP's   | 92                  |